# Leucanopsis grota
Leucanopsis grota là một loài bướm đêm thuộc phân họ Arctiinae, họ Erebidae.